# フランシス・タッテグラン
フランシス・タッテグラン（Francis Tattegrain、1852年10月11日 - 1915年1月1日）はフランスの写実主義の画家である。

## 略歴
フランス北部、ソンム県のペロンヌに生まれた。18世紀終わりにペロンヌの市長を出した家系で、代々、法律家を務め、父親はアミアンの裁判所長であった。13歳の時、両親がパ＝ド＝カレー県の海岸の村、ベルク(Berck)に避暑のために別荘を建て、ベルクを訪れた画家のリュドヴィック＝ナポレオン・ルピックに知り合った。兄のジョルジュ・タッテグランは彫刻家になり、兄やルピックは画家になることを勧めた。父親が法律家になることを、絵を学ぶ条件としたので、法律を学び、法律家の資格を得た。
1877年にアカデミー・ジュリアンに入学し、ジュール・ジョゼフ・ルフェーブルやギュスターヴ・ブーランジェに学んだ。1879年からサロン・ド・パリに出展を始め、1914年まで出展を続けた。
ベルクにスタジオを構え、海岸で働く人々や、海の風景を描いた。パ＝ド＝カレー県で活動したアンリ・デュエム、マリー・デュエム夫妻らと親しく、この地域の代表的な景勝地の名をとった「ヴィッサン派」の画家の一人とされることがある。作品は絵葉書として出版された。アレクサンドル・デュマ・ペールやエドモン・ロスタンの書籍の挿絵も描いた。
1889年にレジオンドヌール勲章を受勲した。

## 作品

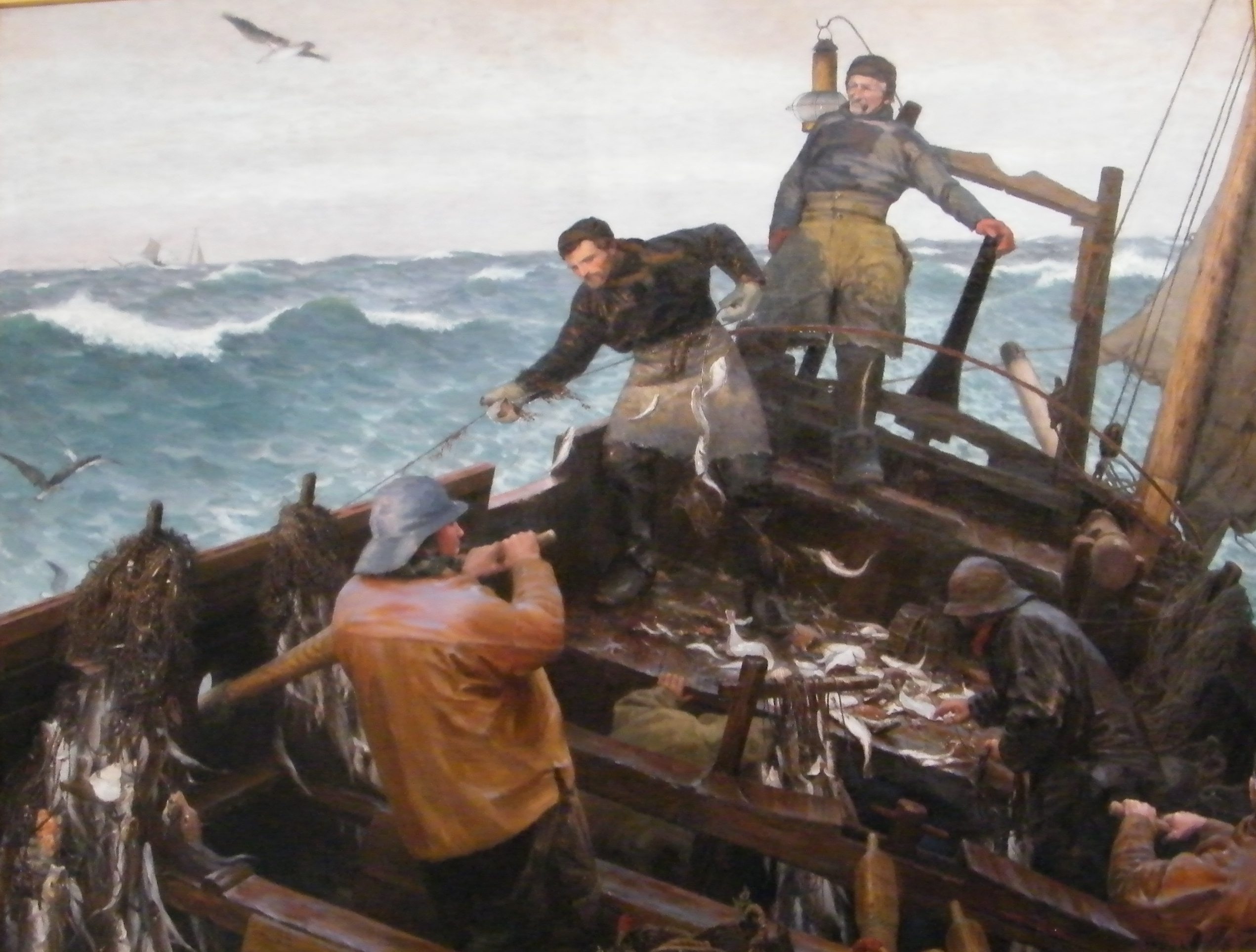
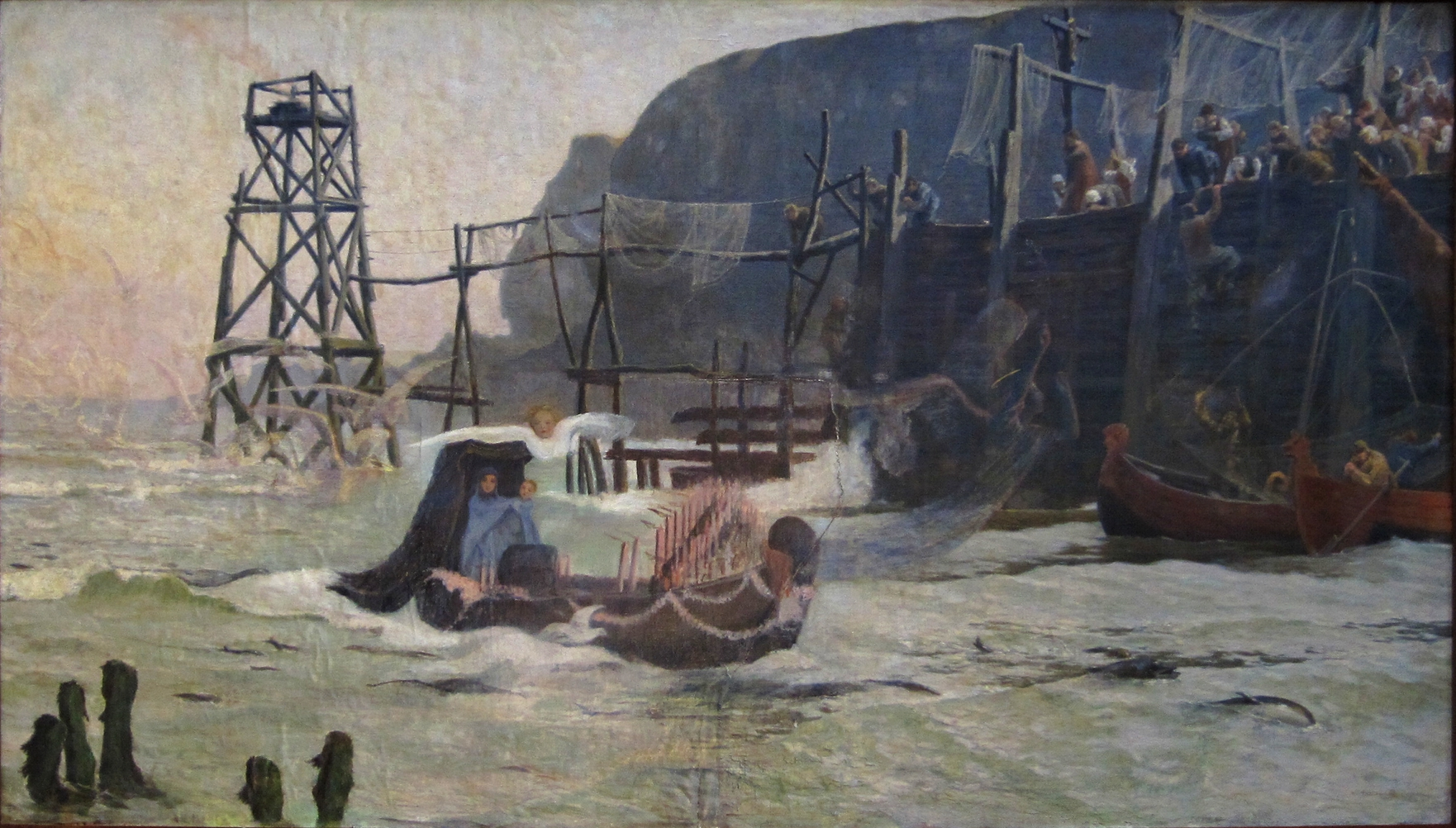
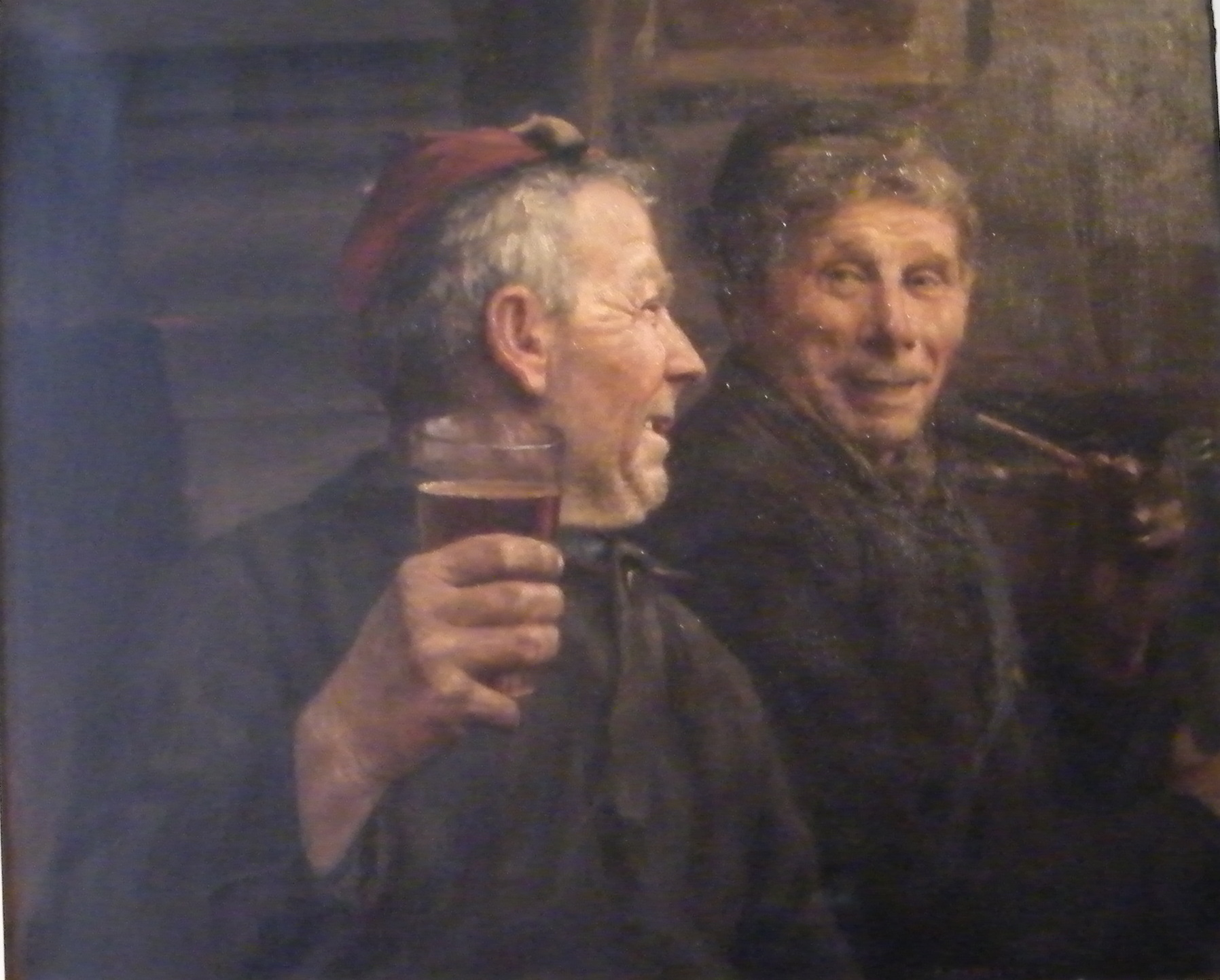

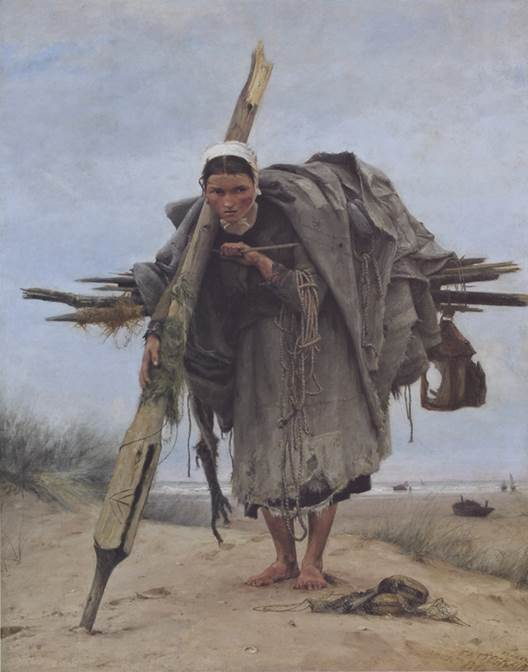
船の残骸を運ぶ女 (c.1880)
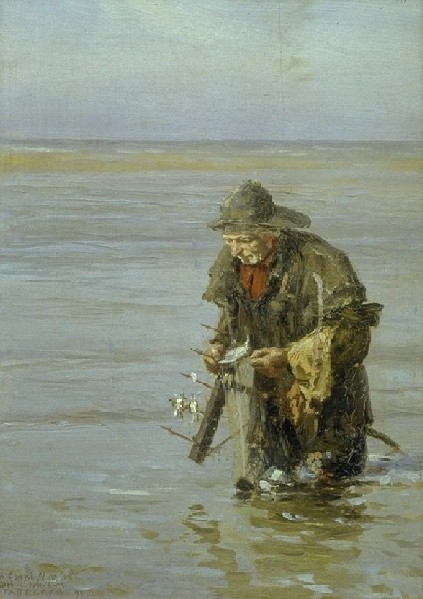
エビ取り漁師 (1890)
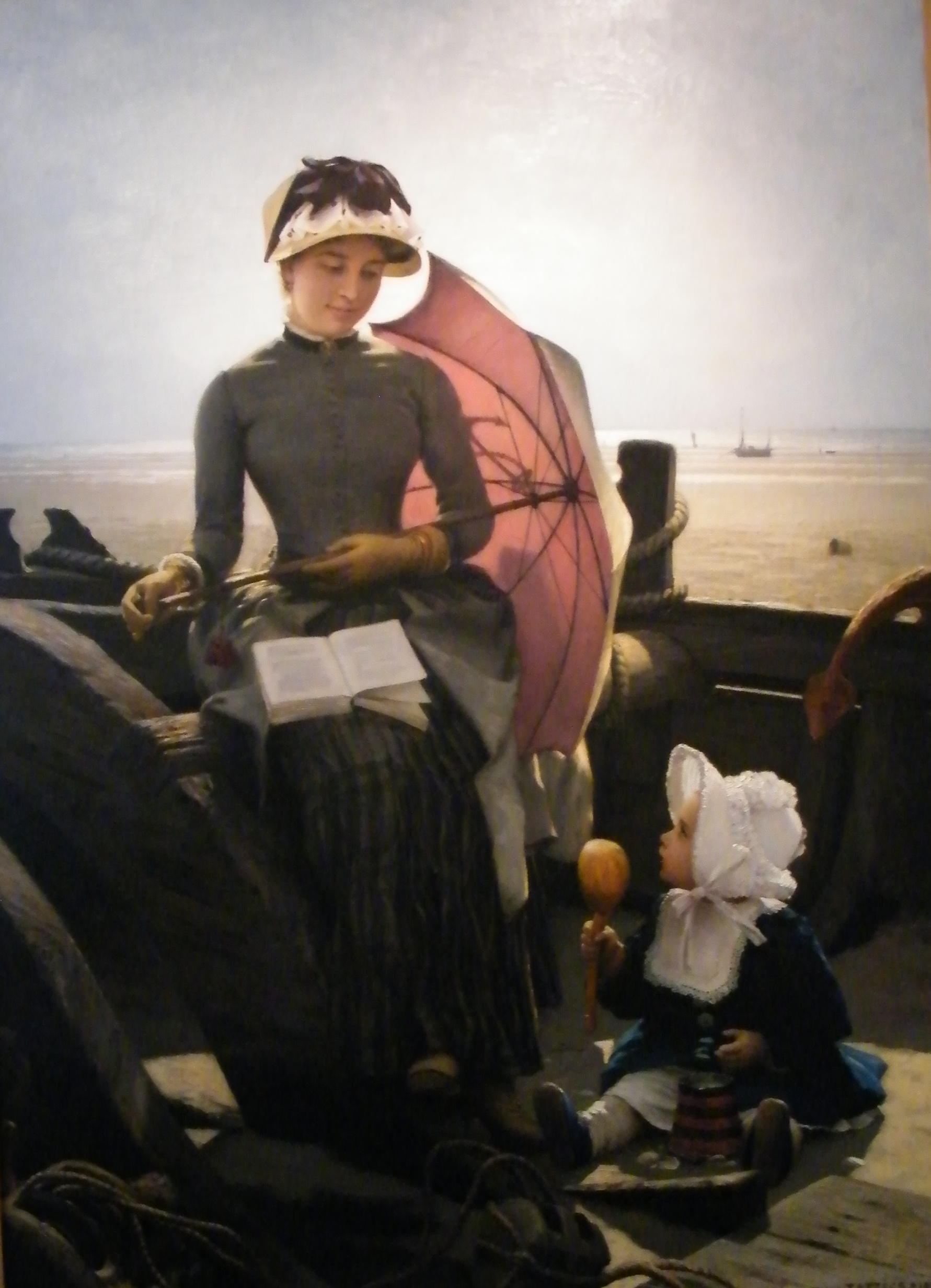
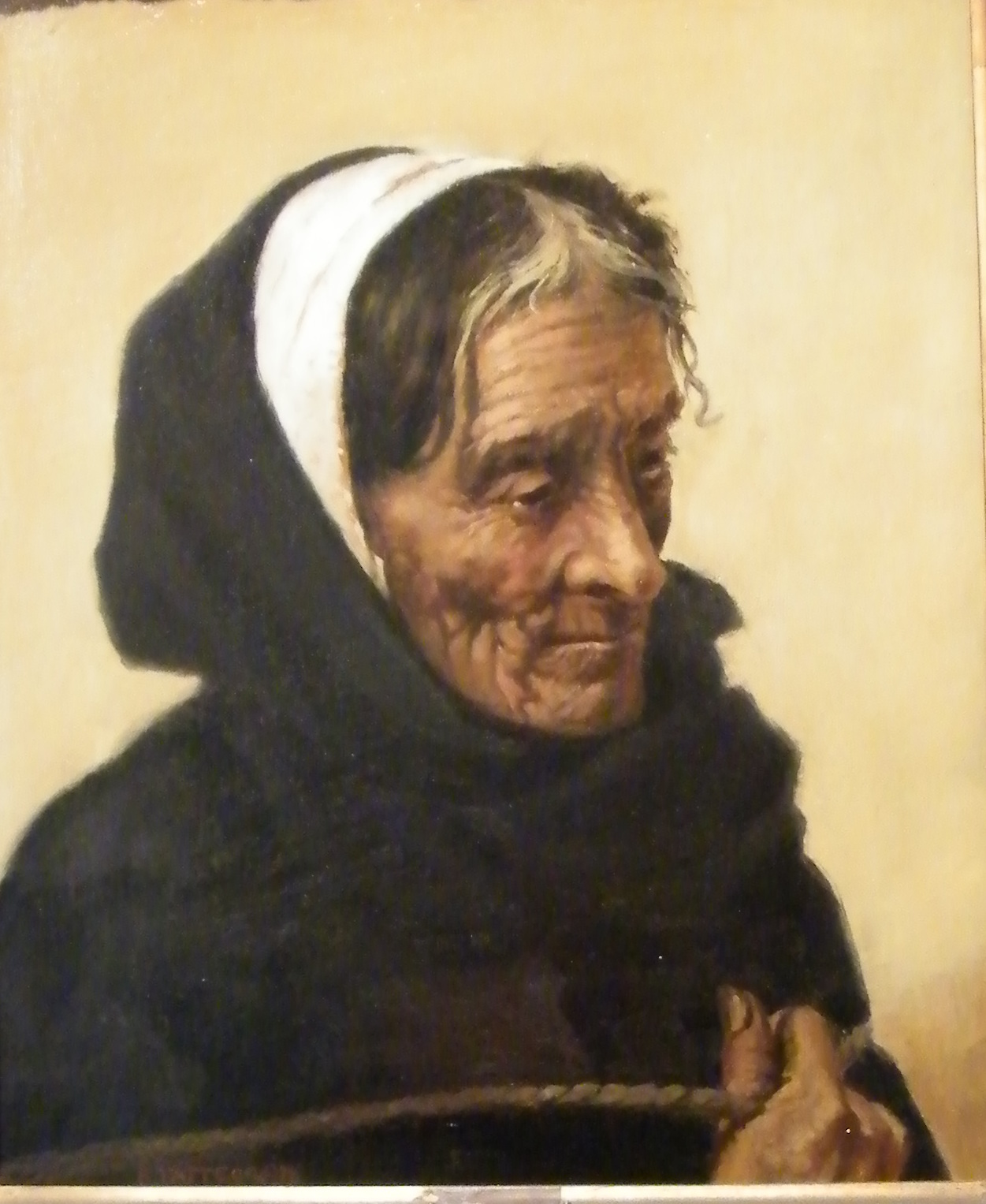
年老いた漁師

## 関連書籍
- Fernand Bertaux, "Francis Tattegrain", in Les Artistes Picards, éditions Chevalier, Paris, 1894.
- Gaston-Louis and Patrick Wintrebert, "Tattegrain", in Arras et l'art au XXe siècle, dictionnaire des peintres et sculpteurs, 1800-1914, Arras, 1987 OCLC 17460041
- Joseph Uzanne, "Francis Tattegrain", in Figures contemporaines, Album Mariani, vol.IV, Paris.
- F. Barre, "Francis Tattegrain peintre de la mer", in L'envol du pays de Somme, #28, March 1997.
- Claire Montaigne, Francis Tattegrain, exhibition catalog (2007) ISBN 978-2-9529926-0-2